# Колос (Чкалове)
«Кóлос» — футбольний клуб з села Воля Нікопольського району Дніпропетровської області.

## Історія
Засновано 2001 року під назвою «Росток». Наступного року команду було перейменовано на «Колос» і вона почала виступати в областних змаганнях. Тимчасово припинивши своє існування після переможного сезону 2007 року, команда відродилась в 2010, однак з 2013 року припинила виступи на обласному рівні.

## Досягнення клубу
- Чемпіонат Дніпропетровської області з футболу
  - Чемпіон: 2004, 2005, 2006, 2010, 2011, 2012
  - Срібний призер: 2003
- Кубок Дніпропетровської області з футболу
  - Чемпіон: 2005, 2011, 2012
  - Фіналіст: 2003, 2004, 2006
- Суперкубок Дніпропетровської області з футболу
  - Чемпіон: 2011, 2012
- Кубок України серед аматорських команд
  - Фіналіст: 2006